# Філіп Андерсон
Філіп Воррен Андерсон  (англ. Philip Warren Anderson; 13 грудня 1923 — 29 березня 2020) — американський фізик, лауреат Нобелівської премії з фізики за 1977 рік спільно з Невілом Моттом і Джоном Х. ван Флеком.

## Біографія
Народився в м. Індіанаполісі (штат Індіана), жив у м. Урбана (штат Іллінойс), де його батько, Гарі Воррен Андерсон, був професором патології рослин в університеті Іллінойсу. Його мати, Елсі (до шлюбу Осборн) Андерсон, була дочкою професора математики, його дядьки і багато друзів сім'ї були вчителями.
Освіта — Гарвардський університет (ступінь бакалавра з електронної фізики в 1943 р.). Через Другу світову війну йому довелося відкласти аспірантуру — Андерсон поступив у ВМФ США. Наступні два роки він працював у Військово-морській дослідницькій лабораторії у Вашингтоні (округ Колумбія) як радіоінженер і займався конструюванням антен. У кінці війни він повернувся до Гарварду, де його науковим керівником став Джон X. Ван Флек.
Наукові праці присвячені проблемам квантової механіки та теорії твердого тіла. Його наукові результати належали до перших кількісних характеристик ширини спектральної лінії як функції внутрішньомолекулярних взаємодій. За цю роботу Андерсон отримав ступінь магістра в 1947 р. і ступінь доктора в 1949 р. Працював у лабораторії компанії «Белл», яка була у той час одним з найпередовіших дослідницьких центрів в галузі фізики твердого тіла. Серед теоретиків, що займалися цією областю фізики в цих лабораторіях, були Джон Бардін, Леон Н. Купер, Чарлз Кіттель та Вільям Шоклі. Продовжуючи займатися питаннями розширення спектральних ліній, Андерсон почав також досліджувати магнітні властивості твердих тіл під керівництвом Чарльза Кіттеля. Йому вдалося пояснити деякі властивості ізоляційних магнітних матеріалів, таких, як ферити і антиферомагнітні оксиди.
У 1961 році, за допомогою квантової моделі Андерсон пояснив магнітну поведінку окремих іонів магнетика в немагнітних матеріалах (наприклад, іонів заліза в алюмінії). Ця робота пожвавила інтерес Андерсона до явища надпровідності.
У 1957 році Бардін, Купер і Дж. Роберт Шриффер дали першу мікроскопічну теорію надпровідності (названу за ініціалами її творців теорією БКШ). У співдружності з іншими ученими з лабораторій компанії «Белл» Андерсон провів подальші теоретичні дослідження в цьому напрямі, і в результаті йому вдалося пов'язати надпровідність з іншими властивостями надпровідних матеріалів.
У 1960 році, разом з П'єром Морелем, він передбачив, що у надплинного рідкого гелію повинна існувати анізотропна фаза — форма рідини, що проявляє різні властивості у різних напрямах. Через дванадцять років це явище було підтверджено експериментально Дугласом Ошеровим і його колегами в лабораторіях компанії «Белл».
У 1962 році, працюючи з експериментатором Дж. М. Роуеллом, Андерсон опублікував разом з ним роботу про лабораторне підтвердження ефекту Джозефсона («тунельне» просочування електрона крізь тонкий ізолювальний бар'єр, передбачене в 1962 році Браяном Д. Джозефсоном). Підсумкова робота Андерсона зі спонтанного порушення симетрії часто цитується фахівцями з фізики елементарних частинок.
У 1953—1954 роках, під час роботи запрошеним лектором у Токійському університеті, Андерсон захопився японською культурою, зокрема японською грою го.
Дослідження Андерсона, що стосується провідності, допомогли закласти основи для створення аморфних напівпровідників, які використовуються сьогодні в таких приладах, як сонячні батареї та фотокопіювальні машини.
З 1967 по 1975 рік, після того, як Мотту вдалося організувати унікальну за тривалістю ставку запрошеного професора, Андерсон половину щороку проводив в Кембриджі, а іншу половину — в лабораторіях «Белл». У 1974 році він став заступником директора цих лабораторій, а наступного року залишив свою посаду в Кембриджському університеті, щоб влаштуватися на півставки в Принстонському університеті на посаду професора фізики.
Андерсон, Мотт і Ван Флек розділили в 1977 році Нобелівську премію з фізики «за фундаментальні теоретичні дослідження електронної структури магнітних і невпорядкованих систем». Під час презентації лауреатів Пер Улоф Левдін, член Шведської королівської академії наук, описав активність атомних частинок як «танець електронів, відповідальних за електричні, магнітні і хімічні властивості речовини… У своїх роботах Андерсон, Мотт і Ван Флек показали, що електронна хореографія не тільки дивно красива з погляду науки, але також вельми важлива для розвитку технології в нашому повсякденному житті».
У 1976 року Андерсона було призначено директором-консультантом у фізичній дослідницькій лабораторії компанії «Белл» у Мюррей-Гілл (штат Нью-Джерсі), і він обіймав цю посаду аж до своєї відставки в 1984 році.
У 1987 році, коли відбулося декілька істотних кроків в області надпровідності, зокрема було відкрито високотемпературну надпровідність, Андерсон першим з фізиків опублікував теорію, що пояснює, яким чином деякі нові матеріали можуть досягти стану надпровідності при температурах значно вищих, ніж ті, які застосовувалися раніше.
Згідно з теорією Андерсона, не існує теоретичних обмежень на досягнення надпровідності навіть при кімнатній температурі.
Підписав «Попередження вчених людству» (1992).

## Нагороди
Окрім Нобелівської премії, Андерсон отримав премію з фізики твердого тіла Олівера Баклі Американського фізичного товариства (1964), премію Денні Хейнемана Геттингенській академії наук (1975), медаль Гутрі Лондонського фізичного інституту (1978) і Національну медаль «За наукові досягнення» Національного наукового фонду (1982). Він є членом американської Національної академії наук, Американської академії наук і мистецтв, Японського фізичного товариства і Американської асоціації фундаментальних наук.

## Основні статті
- P.W. Anderson, «Absence of Diffusion in Certain Random Lattices», Phys. Rev. 109, 1492 (1958).
- P.W. Anderson, P. W., Halperin, B. I., Varma, C. M., "Anomalous low-temperature thermal properties of glasses and spin glasses, " Philosophical Magazine, 25, 1 (1972).
- P.W. Anderson, «More is Different», Science 177, 393 (1972).
- P.W. Anderson, «The resonating valence bond state in La2CuO4 and superconductivity», Science 235, 1196 (1987).